# Leslie Nielsen

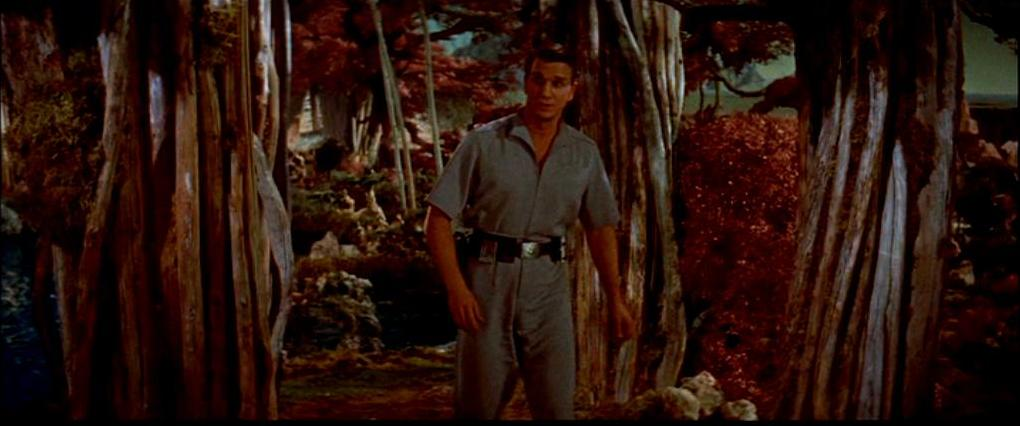
Leslie Nielsen în Planeta interzisă

Leslie William Nielsen (n. 11 februarie 1926, Regina, Saskatchewan, Canada - d. 28 noiembrie 2010, Fort Lauderdale, Florida) a fost un actor canadiano-american de film.

## Filmografie

### Filme
| An   | Titlu                                                    | Rol                                 | Alte note                                  |
| ---- | -------------------------------------------------------- | ----------------------------------- | ------------------------------------------ |
| 1956 | Ransom!                                                  | Charlie Telfer                      | Film de debut.                             |
| 1956 | Planeta interzisă                                        | John J. Adams                       |                                            |
| 1956 | The Vagabond King                                        | Thibault                            |                                            |
| 1956 | Sexul opus                                               | Steve Hilliard                      |                                            |
| 1957 | Hot Summer Night                                         | William Joel Partain                |                                            |
| 1957 | Tammy and the Bachelor                                   | Peter Brent                         |                                            |
| 1958 | Valea prafului de pușcă                                  | Col. Stephen Bedford/Johnny Bledsoe |                                            |
| 1964 | See How They Run                                         | Elliot Green                        | Primul său film de televiziune.            |
| 1964 | Night Train to Paris                                     | Alan Holiday                        |                                            |
| 1965 | Dark Intruder                                            | Brett Kingsford                     |                                            |
| 1965 | Harlow                                                   | Richard Manley                      |                                            |
| 1966 | The Plainsman                                            | Col. George Armstrong Custer        |                                            |
| 1966 | Beau Geste                                               | Lt. De Ruse                         |                                            |
| 1967 | Code Name: Heraclitus                                    | Fryer                               |                                            |
| 1967 | Cosmonaut din întâmplare                                 | Major Fred Gifford                  |                                            |
| 1967 | Războiul din Abilene                                     | Grant Evers                         |                                            |
| 1967 | Rosie!                                                   | Cabot Shaw                          |                                            |
| 1968 | How to Steal the World                                   | Generalul Maximilian Harmon         | Film The Man From U.N.C.L.E..              |
| 1968 | Contrapunct                                              | Victor Rice                         |                                            |
| 1968 | Dayton's Devils                                          | Frank Dayton                        |                                            |
| 1968 | Companions in Nightmare                                  | Dr. Neesden                         |                                            |
| 1969 | Trial Run                                                | Jason Harkness                      |                                            |
| 1969 | Deadlock                                                 | Lt. Sam Danforth                    |                                            |
| 1969 | How to Commit Marriage                                   | Phil Fletcher                       |                                            |
| 1969 | Change of Mind                                           | Șeriful Webb                        |                                            |
| 1970 | Night Slaves                                             | Șeriful Henshaw                     |                                            |
| 1970 | The Aquarians                                            | Oficial                             |                                            |
| 1970 | Hauser's Memory                                          | Joseph Slaughter                    |                                            |
| 1971 | Incident In San Francisco                                | Lt. Brubaker                        |                                            |
| 1971 | Four Rode Out                                            | Dl. Brown                           |                                            |
| 1971 | They Call It Murder                                      | Frank Antrim                        |                                            |
| 1972 | Aventură pe Poseidon                                     | Căpitanul Harrison                  |                                            |
| 1973 | ...And Millions Die!                                     | Jack Gallagher                      |                                            |
| 1973 | Snatched                                                 | Bill Sutting                        |                                            |
| 1973 | Amanda Fallon                                            | Dl. Cummings                        |                                            |
| 1973 | The Return Of Charlie Chan                               | Alexander Hadrachi                  |                                            |
| 1975 | Can Ellen Be Saved                                       | Arnold Lindsey                      |                                            |
| 1975 | Threshold: The Blue Angels Experience                    | Narator                             |                                            |
| 1976 | Grand Jury                                               | John Williams                       |                                            |
| 1976 | Project Kill                                             | Jonathan Trevor                     |                                            |
| 1976 | Brinks: The Great Robbery                                | Agentul Norman Houston              |                                            |
| 1977 | Sixth and Main                                           | John Doe                            |                                            |
| 1977 | Day of the Animals                                       | Paul Jenson                         |                                            |
| 1977 | Viva Knievel!                                            | Stanley Millard                     |                                            |
| 1977 | The Kentucky Fried Movie                                 | Om în film Feel-O-Rama              | Necreditat; fragmentul Feel-O-Rama         |
| 1977 | The Amsterdam Kill                                       | Riley Knight                        |                                            |
| 1978 | Little Mo                                                | Nelson Fisher                       |                                            |
| 1979 | Institute for Revenge                                    | Consilierul Hollis Barnes           |                                            |
| 1979 | The Albertans                                            | Don MacIntosh                       |                                            |
| 1979 | Riel                                                     | Maiorul Crozier                     |                                            |
| 1979 | Oraș în flăcări                                          | Primarul William Dudley             |                                            |
| 1980 | OHMS                                                     | Guvernator                          |                                            |
| 1980 | Avionul buclucaș                                         | Dr. Rumack                          | Primul film de comedie.                    |
| 1980 | Prom Night                                               | Dl. Raymond Hammond                 |                                            |
| 1981 | A Choice of Two                                          | Necunoscut                          |                                            |
| 1982 | Twilight Theater                                         | Mai multe personaje                 |                                            |
| 1982 | Foxfire Light                                            | Reece Morgan                        |                                            |
| 1982 | Care-i adevărul?                                         | Mallory                             |                                            |
| 1982 | Creepshow                                                | Richard Vickers                     | Fragmentul Something To Tide You Over.     |
| 1983 | Prime Time                                               | Necunoscut                          |                                            |
| 1983 | The Night the Bridge Fell Down                           | Paul Warren                         |                                            |
| 1983 | Cave-In!                                                 | Joseph 'Joe' Johnson                |                                            |
| 1983 | The Creature Wasn't Nice (Spaceship)                     | Cpt. Jamieson                       |                                            |
| 1985 | Murder Among Friends                                     | Necunoscut                          |                                            |
| 1985 | Neglijenta criminală                                     | Bob Franklin                        |                                            |
| 1985 | Blade in Hong Kong                                       | Harry Ingersoll                     |                                            |
| 1985 | Striker's Mountain                                       | Jim McKay                           |                                            |
| 1986 | Patriotul                                                | Amiralul Frazer                     |                                            |
| 1986 | Alb sau negru?                                           | Dl. Dunbar                          |                                            |
| 1987 | Nightstick                                               | Thad Evans                          |                                            |
| 1987 | Nebuna                                                   | Allen Green                         | Ultimul film de ne-comedie în care a jucat |
| 1987 | În căutarea lui Hart                                     | Șeriful Nashville Schwartz          |                                            |
| 1988 | Dangerous Curves                                         | Greg Krevske                        |                                            |
| 1988 | The Railway Dragon                                       | Narator                             | Primul film animat.                        |
| 1988 | Un polițist cu explozie întârziată                       | Lt. Frank Drebin                    | Primul rol principal.                      |
| 1990 | Reposedata                                               | Părintele Jebedaiah Mayii           |                                            |
| 1991 | Ce-mi doresc de Crăciun                                  | Santa Claus                         | Film de familie de Crăciun                 |
| 1991 | Un polițist cu explozie întârziată 2 1/2 - Gustul fricii | Lt. Frank Drebin                    |                                            |
| 1991 | O dată în viață                                          | Lloyd Dixon                         |                                            |
| 1993 | Digger                                                   | Arthur Evrensel                     |                                            |
| 1993 | Surf Ninjas                                              | Colonelul Chi                       |                                            |
| 1994 | S.P.Q.R. 2000 e 1/2 anni fa                              | Lucio Cinico                        |                                            |
| 1994 | Un polițist cu explozie întârziată 33 1/3                | Lt. Frank Drebin                    |                                            |
| 1995 | Mr. Willowby's Christmas Tree                            | Majordomul lui Willowby             |                                            |
| 1995 | Copii de închiriat                                       | Harry Haber                         |                                            |
| 1995 | Dracula: Un mort iubăreț                                 | Count Dracula                       |                                            |
| 1996 | Spionul Dandana                                          | Dick Steele, Agent WD-40            |                                            |
| 1997 | Chior să fii, noroc să ai!                               | Dl. Magoo                           |                                            |
| 1998 | Patrula de siguranță                                     | Dl. Penn                            |                                            |
| 1998 | O familie de groază                                      | Harry Haber                         |                                            |
| 1998 | Harvey                                                   | Dr. Chumley                         |                                            |
| 1998 | Prea-nevinovatul                                         | Ryan Harrison                       |                                            |
| 1999 | Pirates 4D                                               | Căpitanul Lucky                     | 4D                                         |
| 2000 | Cine este Moș Crăciun?                                   | Moș Crăciun                         |                                            |
| 2000 | Clona spațială                                           | Marshal Richard 'Dick' Dix          |                                            |
| 2001 | Camouflage                                               | Jack Potter                         |                                            |
| 2001 | Kevin în Alaska                                          | Clive Thornton                      |                                            |
| 2002 | Bărbați la mătura!                                       | Gordon Cutter                       |                                            |
| 2003 | Comedie de groază 3                                      | Președintele Harris                 |                                            |
| 2003 | Noël Noël                                                | Narator în engleză                  |                                            |
| 2006 | Comedie de groază 4                                      | Președintele Harris                 |                                            |
| 2007 | Music Within                                             | Bill Austin                         |                                            |
| 2008 | Comedie cu supereroi                                     | Unchiul Albert                      |                                            |
| 2008 | Colind de 4 iulie: Cântarea Americii                     | Bunicul / În rolul său              |                                            |
| 2008 | Furie pe gheață 3                                        | Primarul Charlestownului            |                                            |
| 2009 | Spanish Movie                                            | Doctor                              |                                            |
| 2009 | Stan Helsing                                             | Kay                                 |                                            |
| 2011 | Stonerville                                              | Producător                          |                                            |
| 2011 | The Waterman Movie                                       | Ready Espanosa                      | Dublaj înregistrat; lansat postum.         |

### Televiziune
| An                   | Titlu                         | Rol                                                       | Alte note                                  |
| -------------------- | ----------------------------- | --------------------------------------------------------- | ------------------------------------------ |
| 1953                 | Jukebox Jury                  | În rolul său                                              |                                            |
| 1958–1961            | Alfred Hitchcock prezintă...  | Lloyd Ashley & DA Rudolph Cox                             | 2 episoade                                 |
| 1959                 | The Swamp Fox                 | Colonelul Francis Marion                                  |                                            |
| 1960                 | Thriller                      | Alan Patterson (rol principal)                            | Episodul „The Twisted Image”               |
| 1960                 | The Untouchables              | Tom Sebring                                               | Episodul „Three Thousand Suspects”         |
| 1961                 | The New Breed                 | Lt. Price Adams                                           | Regulat                                    |
| 1963                 | Channing                      | Professor Paul Stafford                                   | Un episod                                  |
| 1963-1964            | The Fugitive (serial)         | Martin C. Rowland & Harold Cheyney                        | 2 episoade                                 |
| 1964                 | Your First Impression         | În rolul său                                              | Un episod                                  |
| 1964                 | The Alfred Hitchcock Hour     | Steven Grainger                                           | Un episod                                  |
| 1964–1969            | The Virginian                 | Ben Stratton                                              | 5 episoade                                 |
| 1965                 | Peyton Place                  | Vincent și Kenneth Marham (gemeni)                        | 19 episoade                                |
| 1967                 | Bonanza                       | Șeriful Paul Rowan                                        | Un episod                                  |
| 1969                 | The Bold Ones: The Protectors | Șef-adjunct de poliție Sam Danforth                       | 7 episoade                                 |
| 1969–1974            | Hawaii Five-O                 | Brent și Colonel Faraday                                  | 2 episoade                                 |
| 1971–1975            | Columbo                       | Peter Hamilton și Geronimo                                | 2 episoade                                 |
| 1971                 | Bearcats!                     | Col. Ted Donovan                                          | Un episod                                  |
| 1971                 | Night Gallery                 | Col. Dennis Malloy                                        | Un episod „A Question of Fear”             |
| 1973                 | M*A*S*H                       | Col. Buzz Brighton                                        | Episodul „The Ringbanger”                  |
| 1973–1974            | The Streets of San Francisco  | Ofț. Joe Landers, Insp. John T. Connor și Big Jake Wilson | trei episoade                              |
| 1974                 | Cannon                        | Eric Strauss                                              | Un episod                                  |
| 1974                 | Kojak                         | Michael Hagar                                             | Un episod „Loser Takes All”                |
| 1975                 | Kung Fu                       | Vincent Corbino                                           | patru episoade                             |
| 1975–1976            | S.W.A.T.                      | Larry Neal/Vince Richie                                   | trei episoade                              |
| 1979                 | Backstairs at the White House | Ike Hoover                                                | trei episoade                              |
| 1980                 | The Littlest Hobo             | Primarul Chester Montgomery                               | Episodul „Romiet and Julio”                |
| 1982                 | Police Squad!                 | Det. Frank Drebin                                         |                                            |
| 1984                 | Shaping Up                    | Buddy Fox                                                 |                                            |
| 1985–1986            | Verdict crimă                 | Căpitanul Daniels și David Everett                        | 2 episoade                                 |
| 1988                 | Who's The Boss                | Max                                                       |                                            |
| 1988                 | Day By Day                    | Jack Harper                                               | Un episod, nominalizat pentru Premiul Emmy |
| 1989                 | Saturday Night Live           | În rolul său                                              | Un singur episod                           |
| 1992                 | The Golden Girls              | Lucas Hollingsworth                                       | Ultimul episod                             |
| 1994–1999            | Due South                     | Sgt. Buck Frobisher                                       | 4 episoade                                 |
| 1994–1996, 2001–2002 | Katie and Orbie               | Narator                                                   |                                            |
| 1995                 | Mr. Willowby's Christmas Tree | Marjordomul dl. Willowby, Baxter                          | Episod special de Crăciun                  |
| 2000                 | Cine este Moș Crăciun?        | Moș Crăciun                                               | film de televiziune                        |
| 2001                 | Stagiarii                     |                                                           | Necreditat                                 |
| 2002                 | Liocracy                      | Terrence Brynne McKennie                                  |                                            |
| 2004                 | Zeroman                       | Les Mutton/Zeroman                                        |                                            |
| 2007                 | Doctorology                   | În rolul său, Gazdă                                       |                                            |
| 2007                 | Lipshitz Saves the World      | Mentorul lui Lipshitz                                     | Pilot                                      |
| 2007                 | Robson Arms                   | Cado Vasco                                                |                                            |

### Video
- 1993: Bad Golf Made Easier
- 1994: Bad Golf My Way
- 1997: Stupid Little Golf Video
- 1997: National Geographic Video: The Savage Garden